# Malvaviscus palmanus
Malvaviscus palmanus är en malvaväxtart som beskrevs av Henri François Pittier och Donn. Sm.. Malvaviscus palmanus ingår i släktet Malvaviscus och familjen malvaväxter. Inga underarter finns listade i Catalogue of Life.